# Semiothisa infabricata
Semiothisa infabricata là một loài bướm đêm trong họ Geometridae.